# Kostas Krystallis

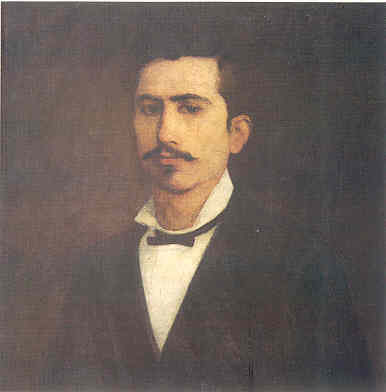
Kostas Krystallis

Kostas Krystallis oder Kroustallis (griechisch Κώστας Κρυστάλλης oder Κρουστάλλης, * 1868 in Sirako; † 22. April 1894 in Arta) war ein griechischer Dichter und Schriftsteller der Neuen Athener Schule.

## Leben
Der Dichter wurde als Kostas Kroustallis in einem „wlachischen“ Gebirgsdorf namens Sirako (Συρράκο oder Σιράκο) im Pindos-Gebirge im Epirus geboren, wo er bis zu seinem zwölften Lebensjahr aufwuchs. Ab 1880 besuchte er die berühmte Zosimea-Schule (Ζωσιμαία Σχολή) in Ioannina, wo sein Vater Dimitrios Kroustallis ein Großhandelsunternehmen betrieb. Noch als Schüler wurde er 1886 mit seinem ersten ‚patriotischen‘ Gedicht Die Schatten des Hades (Αι σκιαί του Άδου) bekannt, das sich auf die Ereignisse der ‚Griechischen Revolution‘ von 1821 bezog und ihm die Ausweisung durch die in Nordgriechenland noch regierende osmanische Herrschaft einbrachte. Er floh Weihnachten 1888 nach Athen, während ein osmanisches Gericht ihn in Abwesenheit zu einer fünfundzwanzigjährigen Verbannung verurteilte. In Athen änderte er seinen Familiennamen von Kroustallis in Krystallis.
Den harten Lebensbedingungen in Athen war er auf Dauer gesundheitlich nicht gewachsen. Er arbeitete anfangs in der Druckerei des Verlages Phexi (Φέξη), später bei einem enzyklopädischen Verlag und kurzzeitig als Redakteur der Zeitschrift Evdomas (Εβδομάς ‚Woche‘) und schließlich als Angestellter der griechischen Eisenbahnen. Zugleich arbeitete er nachts an der Sammlung historischen und volkskundlichen Materials und an seinem dichterischen Werk. Als er an Tuberkulose erkrankte, zog er mit der Hoffnung auf Linderung nach Kerkyra. Da sich sein Zustand jedoch weiter verschlimmerte, ging er zu seiner Schwester nach Arta, wo er nach wenigen Tagen am 22. April 1894 im Alter von 26 Jahren verstarb.
Neben Kostis Palamas (Κωστής Παλαμάς) gilt Kostas Krystallis als einer der wichtigsten Vertreter der so genannten Generation von 1880 und gehört mit diesem und seinen Zeitgenossen Georgios Drosinis und Nikos Kambas zur Neuen Athener Schule. Er trug mit seinen Studien und seinem dichterischen Werk entscheidend dazu bei, dass sich die neugriechische Volkssprache gegenüber der antikisierenden Hochsprache in der Literatur durchsetzen konnte.
Das griechische Kultusministerium erklärte das Jahr 1994 zum „Kostas-Krystallis-Jahr“.
Von Michalis Peranthis (Μιχάλης Περάνθης) gibt es unter dem Titel Der Großhirte (Ο Τσέλιγκας) eine Biographie über Kostas Krystallis in der Form eines historischen Romans.

## Werke
Seine ersten Gedichte Die Schatten des Hades ('Αι Σκιαί του Άδου, 1886) und Der Mönch vom Messolongi-Paß (Καλόγηρος της Κλεισούρας Μεσολογγίου, 1890) hatten epischen Charakter und waren beeinflusst von den Werken des griechischen Dichters Aristotelis Balaoritis (Αριστοτέλης Βαλαωρίτης). Mit seinen folgenden beiden Gedichtsammlungen wandte er sich dann der Neuen Athener Schule zu. Diese Werke sind stark von der Dichtung der griechischen Volksmusik und volkskundlichen Themen geprägt. Im Jahre 1891 erschien seine Gedichtsammlung Bäuerliches (Αγροτικά). Mit der 1893 folgenden Sammlung Lieder des Dorfes und des Pferchs (Τραγούδια του Χωριού και της Στάνης, 1893) erwarb er sich seinen Namen als Verteidiger und Förderer der griechischen Volkssprache (Dimotiki) und der Volksdichtung im griechischen Sprachenstreit. 1891 erschien außerdem die Studie Die Wlachen des Pindos (Οι Βλάχοι της Πίνδου). 1894 folgten Prosastücke (Πεζογραφήματα), Schwalben (Χελιδόνες) und andere.

## Ausgaben
- Κώστα Δ. Κρυστάλλη, Τα Άπαντα Μου. Herausgegeben vom Bruder. Verlag Dodoni 1952 und 1965. – „Kostas D. Krystallis, Gesamtwerk“